# Hans Schwaar
Hans Schwaar (* 29. Juli 1870 in Neustrelitz; † 10. April 1946 in Schwerin) war ein deutscher Ministerialbeamter in Mecklenburg.

## Leben
Als Sohn eines Obersteuerinspktors besuchte Schwaar das Gymnasium in Neubrandenburg. Nach dem Abitur im März 1890 begann er an der Universität Jena Rechtswissenschaft zu studieren. Noch 1890 wurde er im Corps Thuringia Jena recipiert. Als Inaktiver wechselte er an die Universität Leipzig und zum Sommersemester 1892 an die heimatliche Universität Rostock. Nachdem er im April 1894 die erste juristische Staatsprüfung bestanden hatte, war er Referendar beim Amtsgericht Neubrandenburg. Ab Oktober 1894 diente er als Einjährig-Freiwilliger beim Holsteinischen Feldartillerie-Regiment Nr. 24 in Neustrelitz. Ab Oktober 1895 war er Referendar beim Amtsgericht Neustrelitz, von Februar 1896 bis Februar 1897 am Landgericht Neustrelitz, von März bis September 1897 bei der Staatsanwaltschaft des Landgerichts Neustrelitz. Anschließend war er bis März 1898 bei Rechtsanwalt Georg Johann Friedrich Crull in Rostock. Im Dezember 1898 bestand er in Rostock die zweite juristische Staatsprüfung.
Im Januar 1899 wechselte er vom Landesdienst Mecklenburg-Strelitz zu dem von Mecklenburg-Schwerin. Er war zunächst Amtsassessor beim Amt Hagenow-Land, dann ab Oktober 1899 beim Amt Boizenburg-Land. Ab Oktober 1901 war er Amtsverwalter bei der Amts-, Forst- und Baubehörde des Amtes Boizenburg, ab Oktober 1902 beim Amt Wittenburg, ab April 1906 beim Amt Güstrow-Land. Im Januar 1907 wurde er geschäftsführender landesherrlicher Kommissar bei der dirigierenden Kommission des Landesarbeitshauses Güstrow. Im Oktober desselben Jahres kam er als Hilfsarbeiter zum Ministerium des Innern von Mecklenburg-Schwerin. Dort wurde er im April 1908 zum Ministerial-Assessor und im Oktober 1908 zum Ministerialrat ernannt. Im selben Monat schloss er sich dem Verein für mecklenburgische Geschichte und Altertumskunde an. 1911 heiratete er Alice Düring. In der Kriegsorganisation der Landesverwaltung war er bis 1918 Dirigent des Eisenbahnkommissariats in Schwerin. Daneben war er Zivilvorsitzender der Oberersatzkommission II in Schwerin. Schließlich saß er im Hauptausschuss und im Geschäftsführenden Ausschuss. Als stellvertretender Vorsitzender der Großherzoglichen Ansiedlungskommission erhielt er 1918 das Eiserne Kreuz am weißen Bande.
Ab Juli 1919 war er Vertreter des Vorsitzenden des Landesverwaltungsrates. Im Oktober 1919 wurde er zum Ministerialdirektor und Leiter des Finanzministeriums des Freistaats Mecklenburg-Schwerin ernannt. Ab 1934 war er auch Leiter der Abteilung Hochbau. Als Vertreter der Landesregierung saß er ab 1934 im Aufsichtsrat der Neptun Werft in Rostock. Nach dem Rücktritt von Hans Egon Engell war er ab 25. Oktober 1934 Direktor des Mecklenburgischen Finanzministeriums. In dieser Eigenschaft war er mit Erich Schlesinger an der Vorbereitung des Zusammenschlusses beider Mecklenburg beteiligt. Vom 3. Januar 1935 bis zum 30. September 1936 war er Leiter der Abteilung Finanzen des Mecklenburgischen Staatsministeriums. In dieser Eigenschaft war er zwei Jahre (Januar 1935 bis Dezember 1937)
auch Aufsichtsratsvorsitzender der Mecklenburgischen Heimstätte. Seit Oktober 1936 im Ruhestand, war er bis mindestens 1939 Vorsitzender des Verwaltungsrates der (ritterschaftlichen) Mecklenburgischen Brandkasse.